# Piscina all'aperto "an der Falkenwiese"

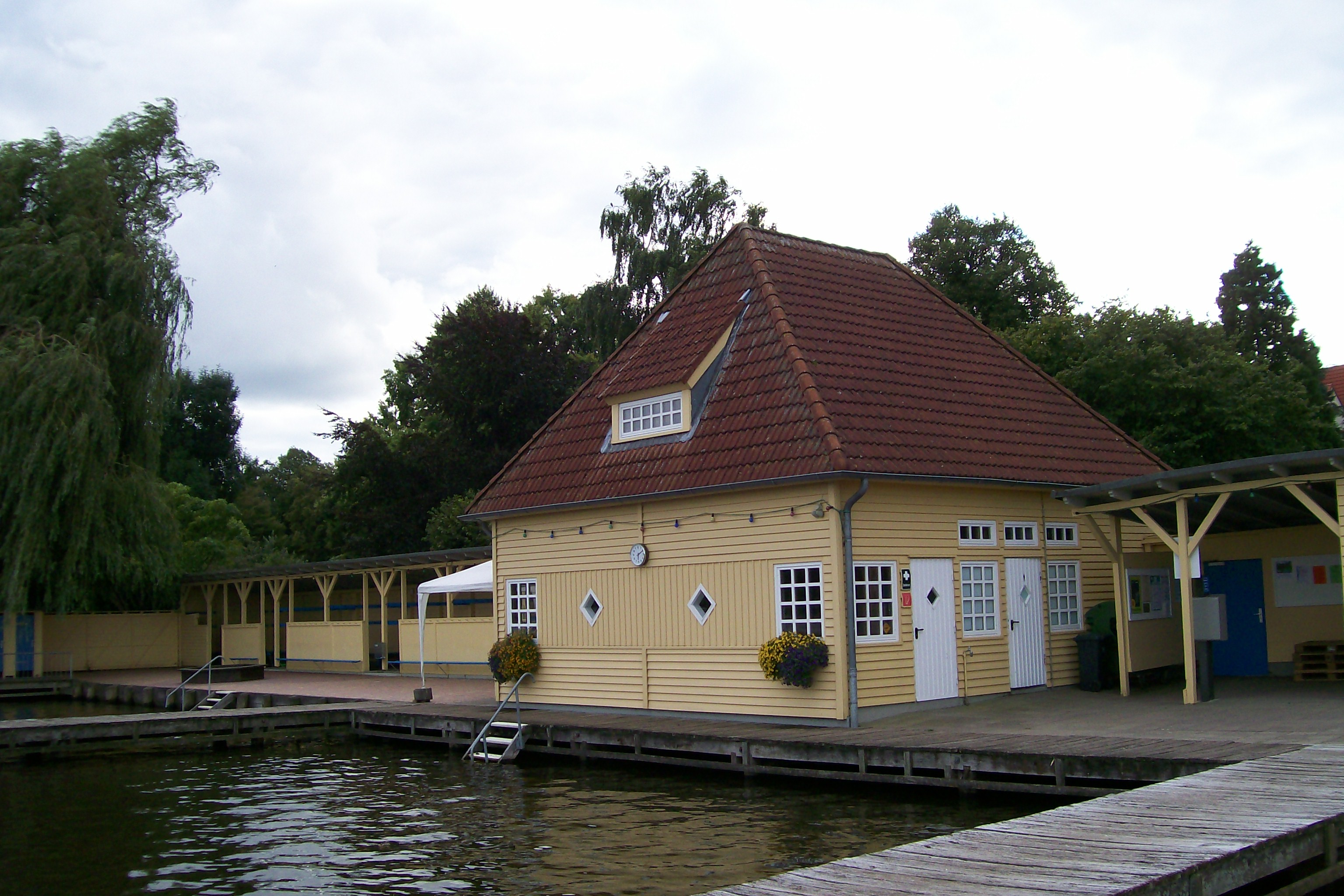
Piscina all'aperto an der Falkenwiese

La piscina all'aperto an der Falkenwiese ("prato dei falchi" in tedesco, perché qui venivano allenati i falconi) è una piscina costruita sulla riva di un fiume e posta sotto la protezione dell'ente tedesco di protezione dei monumenti, nella città anseatica  di Lubecca, nella regione dello Schleswig-Holstein, Germania settentrionale. 
La piscina all'aperto si trova nella zona orientale dell'isola su cui è costruita la città vecchia, sul fiume Wakenitz, sbarrato fin dal Medioevo, all'altezza della Falkenwiese sulla riva del Wakenitz, nel quartiere di St. Jürgen. La piscina all'aperto viene anche utilizzata per manifestazioni culturali.

## Storia

### Impianto di Kreidemann
Già dal 1799 Lubecca possedeva sul fiume Wakenitz un impianto balneare costruito e mantenuto dalla Società per lo sviluppo di attività collettivamente vantaggiose, che il maestro di nuoto Anton Kreidemann aveva creato come "impianto di Kreidemann" a sud dell'attuale piscina all'aperto all'altezza della Dorotheenstrasse costruita successivamente. Era una delle piscine più antiche della Germania settentrionale e disponeva di una vasca dalla quale i nuotatori potevano raggiungere il fiume Wakenitz. L'impianto balneare, con inizialmente otto cabine-spogliatoio, fu ampliato più volte. La piscina privata fu demolita nel 1898 per fare spazio al canale sotterraneo (Düker) in relazione alla costruzione del canale Elba-Lubecca. Venne prosciugato il fiume Wakenitz dopo la costruzione della diga Falkendamm in direzione di Mühlenteich. Dal Düker, risalendo il fiume Wakenitz, sbarrato a mo' di lago, questo aveva nella sua zona settentrionale una bassa velocità di scorrimento.

### Piscina all'apertoFalkenwiese
Come sostituzione dell'impianto di Kreidemann, la città di Lubecca costruì presso la Falkenwiese una nuova piscina all'aperto. La Falkenwiese nel Medioevo era stata usata per l'allevamento e la caccia con i falconi. La piscina fu inaugurata il 20 giugno 1899 come impianto balneare "Falkenwiese", l'anno successivo fu creato nelle immediate vicinanze il giardino scolastico di Lubecca. Inizialmente l'accesso alla piscina all'aperto era consentito solo agli uomini. Dal 1907 poterono visitare l'impianto, per alcune ore durante il giorno, anche le donne. Fino agli anni ottanta del XX secolo, l'impianto balneare costruito in legno aveva ingressi separati per uomini e donne, che consentivano l'accesso diretto agli spogliatoi rispettivamente per gli uomini e per le donne. L'accesso era gratuito, si pagava solo per l'uso delle docce calde. La piscina all'aperto era particolarmente amata in special modo dai residenti del quartiere tra la Moltkestraße, la Falkenwiese, la Falkenstraße e la Wakenitzufer, dove all'inizio del XX secolo vennero costruiti edifici residenziali a più piani, ma anche edifici bifamiliari e monofamiliari. I gap costruttivi su precedenti terreni adibiti a vivai furono chiusi dopo la fine della Seconda guerra mondiale.